# نورمان بيليجريني
نورمان بيليجريني (بالإنجليزية: Norman Pellegrini)‏ هو مقدم برامج إذاعية أمريكي، ولد في 18 يوليو 1929، وتوفي في 2 يوليو 2009.

## وصلات خارجية
- نورمان بيليجريني على موقع ميوزك برينز (الإنجليزية)